# Scusa ma ti chiamo amore (romanzo)
Scusa ma ti chiamo amore è un romanzo di Federico Moccia, pubblicato il 17 aprile 2007 dalla casa editrice Rizzoli. 

## Trama
Alex, un pubblicitario di 37 anni, attraversa un momento di riflessione a causa della fine della relazione con Elena mentre Niki, studentessa diciassettenne, ha lasciato il suo ragazzo Fabio.
A Roma, Niki e Alex hanno un incidente stradale, fortunatamente senza conseguenze. Niki si trova in difficoltà, visto che non può guidare il suo motorino danneggiato e si fa accompagnare a scuola dal suo investitore, il quale accetta volentieri. Dopo quell'incidente Alex entra nel mondo di Niki  e visto che non ha idee per la sua nuova campagna  pubblicitaria, decide di far fare il suo lavoro a Niki. A causa di questo, i due si incontrano e passano del tempo insieme; il rapporto tra loro cresce giorno dopo giorno e tra i due nasce una tenera storia. La campagna pubblicitaria ha successo e Alex può tirare un sospiro di sollievo.
Ad ostacolare però la storia dei due c'è la differenza di 20 anni d’età: Niki non sa come poter raccontare alle amiche, le O.N.D.E. (Olly, Niki, Diletta, Erica), la sua storia amorosa con un uomo di vent'anni più grande, e non sa come presentarlo ai suoi genitori.
Niki non sa proprio come "definire" Alex: alla fine, per ovviare al problema, pronuncia la frase "Scusa, ma ti chiamo amore", frase emblematica del film.
Un altro ostacolo si introduce fra la storia dei due innamorati: la ex fidanzata di Alex, Elena, torna in scena dopo averlo lasciato. 
Quest'ultimo lascerà Niki, facendo finta che ciò sia dovuto ai problemi per la differenza di età.
La ragazza rimarrà sola e con il cuore spezzato e capirà le vere ragioni della loro rottura solo dopo aver visto Alex ed Elena tenersi per mano in un bar.
Dopo gli esami Niki parte per le vacanze in Grecia con le sue amiche O.N.D.E., mentre Alex viene tradito da Elena, capisce che non vuole stare con lei e la lascia per ripartire alla ricerca di Niki.
I due si incontrano in un faro all'Isola del Giglio, in provincia di Grosseto, dove Alex aspettava l'arrivo di Niki. Dopo tante complicazioni possono finalmente stare insieme; dopo un anno una voce fuori campo racconta che la storia d'amore è ancora viva e i due sono felici nel loro faro.

## Edizioni
- Federico Moccia, Scusa ma ti chiamo amore, collana Rizzoli romanzo, Rizzoli, 2007,  pp. 668, ISBN 88-17-01515-6.

## Film
Il 25 gennaio 2008 esce nelle sale cinematografiche il film Scusa ma ti chiamo amore tratto dal libro e scritto e diretto dallo stesso Federico Moccia, con protagonista Raoul Bova e Michela Quattrociocche.

## Sequel
Nel 2009 viene pubblicato Scusa ma ti voglio sposare, il seguito del romanzo con gli stessi protagonisti Alex e Niki.